# Burg Unterheiligenhoven
Die Ruine der Burg Unterheiligenhoven liegt in der Nähe von Unterheiligenhoven, Lindlar im Oberbergischen Land in Nordrhein-Westfalen.

## Lage
Die Burgruine wird nördlich und östlich von Teichen begrenzt, die vom Lenneferbach gespeist werden. Westlich der Ruine findet sich ein Hof und nordöstlich die Dreifaltigkeitskapelle. Am Zusammenfluss von Vossbrucher- und Lenneferbach stand einstmals eine Wassermühle.

## Geschichte
Die Hauptburg stammt aus dem 15., die Vorburg aus dem 17. Jahrhundert. Hier tagte das Niederheiligenhovener Lehn- und Hofgericht. Der Zugang zur Burg erfolgte zur Vorburg hin über eine Brücke. Der südöstliche Teil der Burg stürzte erst 1929 ein. Die Dreifaltigkeitskapelle stammt aus dem Jahr 1705.

## Anlage
Die doppelten Wälle der Burg zeichnen sich noch deutlich im Gelände ab, sind jedoch weitestgehend zerfallen. Die Vorburg ist mit einem eigenen, künstlich aufgeschütteten Ringwall umgeben. Der Sturm Kyrill im Januar 2007 ließ einen Baum umstürzen, der die Reste der Ruine noch weiter in Mitleidenschaft zog. Die Ruine liegt auf einem Privatgelände und ist nicht zugänglich.

## Bilder

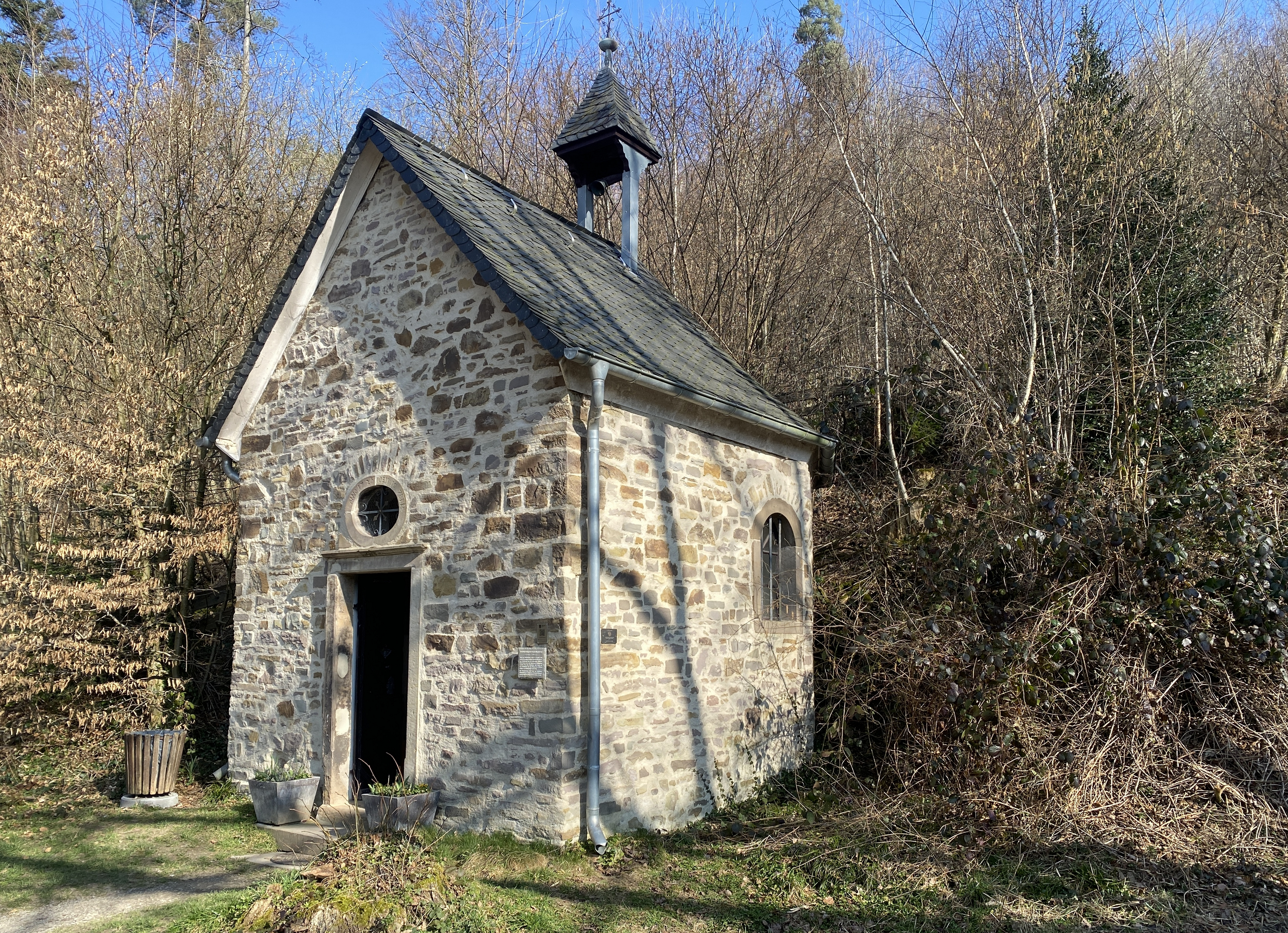
Dreifaltigkeitskapelle Unterheiligenhoven
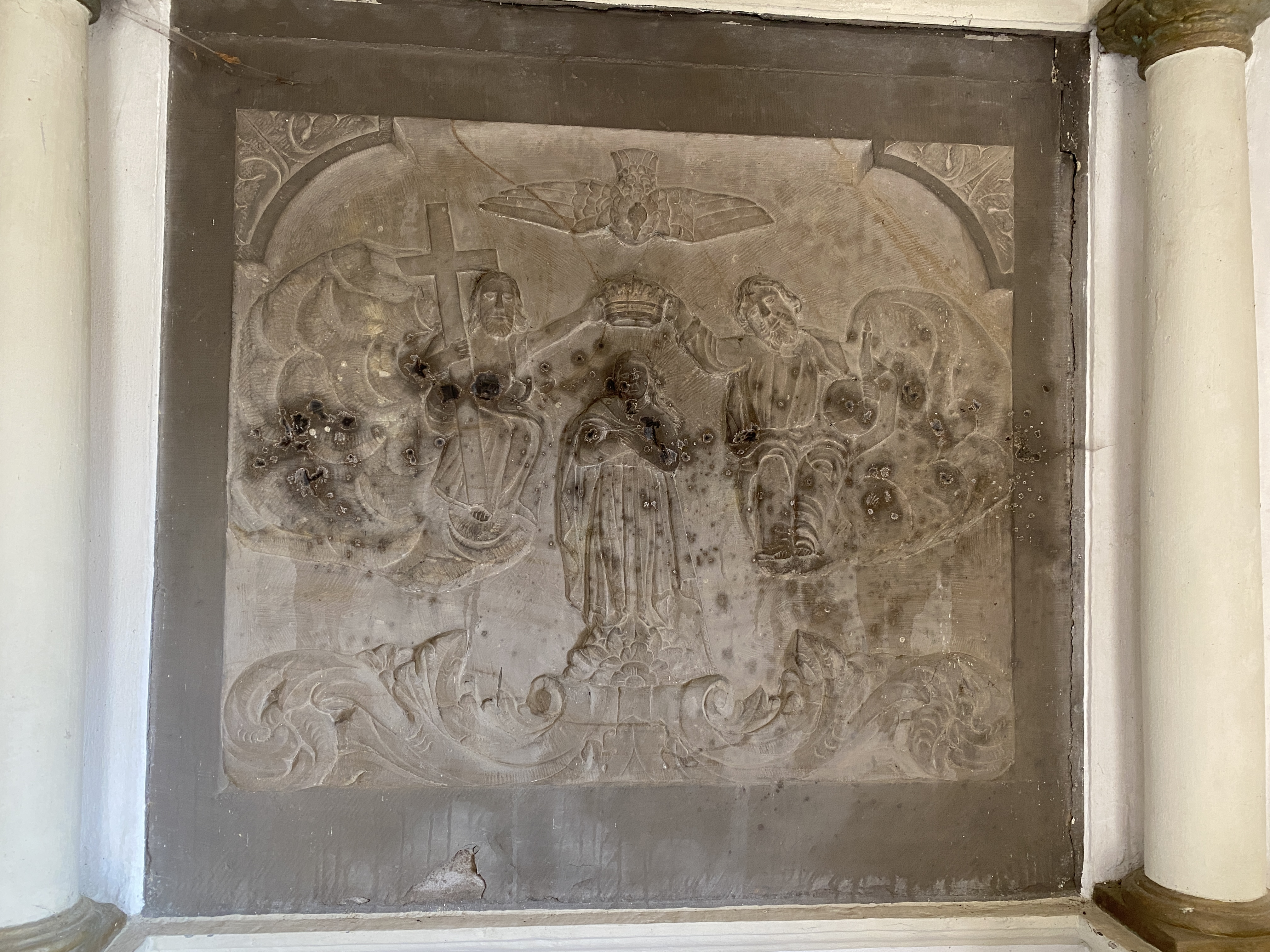
Relief zur Heiligen Dreifaltigkeit in der Kapelle